# معركة دوما
معركة دوما كانت مشاركة عسكرية خلال الحرب الأهلية السورية. بدأت المعركة في 21 يناير 2012، بعد أن غيّر مقاتلو الجيش السوري الحر تكتيكاتهم من الهجوم ووقف حرب العصابات في ضواحي دمشق إلى الهجوم الشامل على وحدات الجيش. وفي أوائل يناير، أخذ الجيش الحر بلدة الزبداني، وبالتالي سيطر على أجزاء كبيرة من دوما. وبعد هجوم عام في الضواحي، استعادّ الجيش السوري السيطرةَ على دوما في نفس الوقت مع الضواحي الثورية الأخرى. في خريف عام 2012، شنّ الجيش الحر هجومًا جديدًا واستعاد دوما في أواخر أكتوبر.

## المعركة

### المعارضة تسيطر على دوما
قال نشطاء على اتصال مع رويترز أن الجيش السوري الحر أقام حواجز رملية في شوارع دوما وتولى السيطرة الفعلية على المدينة في 21 يناير. ووفقا للناشطين على الأرض والمرصد السوري لحقوق الإنسان الذي يتخذ من بريطانيا مقرا له، فقد سقطت المدينة بأكملها تحت سيطرة جيش الثوار بعد غدّة معارك خاضهَا مع القوات الحكوميّة. غير أن لجان التنسيق المحلية رفضت ادعاءات الجيش الحر التي كانت تسيطر سيطرة صارمة على المدينة حيث وردت تقارير من نشطاء تفيد بأن قوات الأمن انسحبت ولكنها قد تعود.
في اليوم التالي، أبلغت الهيئة العامة للثورة السورية قناة الجزيرة أن قوات الجيش السوري قد دخلت مناطق عدة في الضواحي وقصفت بعضها. وقالت الهيئة أن اشتباكات محدودة وقعت بين القوات الحكومية ومقاتلي الجيش الحر، وأنه يمكن سماع الانفجارات على جسر مسرابا وشارع حلب. وأفادت الجماعة أيضا بأن القوات استخدمت أسلحة رشاشة ثقيلة لإطلاق النار على منازل في عدة مناطق من دوما، بما في ذلك جسر مسرابا وسوق الهال. وقُتَل شخص واحد على الأقل أثناء أعمال العنف. الاشتباكات التي اندلعت خارج دوما بين قوات الأمن والمنشقين تبدو وكأنها محاولة من قبل القوات الحكومية لاستعادة البلدة، وفقا للمرصد السوري لحقوق الإنسان. جاء في شريط فيديو أورده الجيش الحر أنه إذا اقتحم الجيش السوري دوما فإنهم سيطلقون صواريخ على القصر الرئاسي ويعدمون 5 من كبار الضباط الذين أسروهم.
وفي اليوم نفسه، ظهر شريط فيديو آخر يظهرُ مقاتلي الجيش الحر الذين يقومون بدوريات في الشوارع بينما أفاد نشطاء داخل المدينة أن القتال انتقل إلى الضواحي حيث يستعد الجيش لاستعادة المدينة باستخدام الدبابات. وبحلول نهاية اليوم، أبلغ ناشط معارض ومقاتل من الثوار في دوما وكالة رويترز هاتفيا أن القتال قد خفف وأن المعارضة قد سيطروا على حوالي ثلثي الشوارع الرئيسية في المدينة، وقد أقام المقاتلون نقاط تفتيش ومسيرة جنازة لخمسة مدنيين قتلوا على يد قوات الأمن خلال القتال حسبما أفادت التقارير. استقطب موكب الجنازة أكثر من 150.000 متظاهر، بحسب النشطاء.

### هجوم حكومي مضاد
في 25 يناير، قدم مراسل البي بي سي جيرمي بوين تقريرًا صوتيًا من دوما، يفيد بأن مركز دوما كان في أيدي المعارضة. وقد تحدث بوين في تقريره إلى المتظاهرين وإلى قوات المعارضة المسلحة التي تدير نقاط التفتيش. في اليوم التالي، اقتحم الجيش السوري دوما ودخل المدينة من جميع الاطراف، حيث قام بتنفيذ غارات من منزل لآخر من أجل القبض على المُعارضين.
ووفقا لبعض التقارير، فقد واجه الجنود الحكوميون مقاومة شديدة من المعارضة المسلحة، كما نقلت وكالة رويترز عن حسين مخلوف محافظ ريف دمشق قوله أنّ الحكومة قد تُخطط لبحث وقف إطلاق النار مع الضواحي الخاضعة لسيطرة المعارضة كما حدث في الزبداني. في مستشفى الشرطة في حرستا، قال الموظفون أن معظم ضواحي دمشق قد خرجت عن سيطرة الحكومة وأن مقاتلي المعارضة يستهدفون الأفراد المرتبطين بالحكومة. كما ادعوا أن القناصة صنعوا عيشهم في بعض المآذن. كما ادعت بعض النساء المحجبات في أجزاء تسيطر عليها الحكومة من حرستا أن مقاتلي المعارضة في الضاحية لا ينتمون إلى الجيش السوري الحر، مع ذلك، نظرا لظروف القتال كان من المستحيل التحقق من مطالب المعارضة أو الحكومة.

### الحكومة تؤكد سيطرتها
في 29 يناير، حاول ما يقدر ب 2.000 من القوات الحكومية المدعومة بالدبابات استعادة ضواحي دمشق. أبلغ حينها عن مقتل ما لا يقل عن 19 شخصا، بمن فيهم 14 مدنيا وخمسة ثوار خلال الحملة الحكومية على ضواحي دمشق، في ما وصفه السكان المحليون بأنه «حرب حضرية». في اليوم التالي، كانت مدن دوما وحرستا وسقبا تحت الحصار، حيث منعت نقاط التفتيش الحكومية جميع الطرق في الضواحي والجنود يحرسون نقاط التفتيش كل 300 متر في هذه المدن. وادعى أحد سكان دمشق أن المنطقة تخرج جزئيا عن سيطرة الحكومة. وفي 2 فبراير، تأكد أن الجيش السوري أعاد الاستيلاء على دوما قبل بضعة أيام وأن الجيش الحر قد فرّ. وكان المئات من الجنود يسيطرون على الشوارع التي غالبا ما تكون مهجورة وكانوا، وفقا للناشطين، قد اعتقلوا مئات الاشخاص في دوما. وفي المساء تجمع حشد خارج مسجد لحضور جنازة وتعهد بمواصلة احتجاجهم. تحقق النصر الكامل والحاسم في 30 يونيو عندما دخلت قوات الجيش السوري جميع أجزاء دوما.

## بعد ذلك
في 15 أكتوبر، قتل 6 من المعارضة، معظمهم في قصف ضاحية حرستا. وقتل 24 مدنيا في قصف مدفعي على يد الجيش، 11 منهم في ضاحية دوما. وأفيد عن وقوع اشتباكات في زملكا وقتل 3 جنود. وأبلغ عن وقوع اشتباكات واسعة النطاق في اليوم التالي، في 16 أكتوبر، مع وجود بلدتي حمورية والغوتا الشرقية خارج دمشق في ايدي المعارضة مع اشتباكات في ضواحي أخرى. وأفادت التقارير أن 12 من المعارضة و4 جنود قتلوا فضلا عن 16 مدنيا قتلوا في نقاط التفتيش العسكرية أو من خلال القصف المدفعي.
في 17 أكتوبر، أبلغ عن وقوع اشتباكات وقصف في دوما، التي استولى عليها الجيش في يونيو، حيث قتل 3 من المعارضة و6 جنود في الاشتباكات الجديدة. وقال ناشطون في منطقة الغوطة أن الجيش أطلق النار على 6 مدنيين، بينهم أطفال، وقتلهم. واغتيل مسؤول حكومي محلي في مدينة دمشق.
في 18 أكتوبر، زار مراسل صحيفة نيويورك تايمز دوما وأبلغ بانها تخضع لسيطرة المعارضة مرة أخرى.
في 25 أكتوبر، أطلق الجيش السوري قذائف ثقيلة وقذائف صاروخية على ضاحية حرستا في دمشق عقب احتجاز المعارضة لنقطتي تفتيش تابعتين للجيش على حافة تلك البلدة.
في 26 أكتوبر، انتهى وقف مؤقت لإطلاق النار بمناسبة عطلة العيد في غضون ساعات. وقد وقع القتال في أنحاء البلاد مع قصف حرستا بالمدفعية الثقيلة مما أسفر عن مصرع 10 شخصا على الأقل.
في 27 أكتوبر، أفيد بأن 8 أشخاص قتلوا جراء غارة جوية على ضاحية عربين التي تسيطر عليها المعارضة. استهدفت الغارات الجوية أيضا ضواحي أخرى من دمشق مثل زملكا وحرستا، بينما سيطرت المعارضة على ثلاثة مواقع للجيش في ضواحي دوما، مما أسفر عن مقتل 4 جنود.